# 日本改造法案大綱
『日本改造法案大綱』（にほんかいぞうほうあんたいこう）とは、北一輝による日本の国家改造・革命に関する著作である。
1911年（明治44年）、中国の辛亥革命に、宋教仁など中国人革命家と共に身を投じた北は、世界大戦終了後の1919年8月上海にて『国家改造案原理大綱』を起草したが、9月1日発売を禁止された後、1920年（大正9年）12月31日に帰国し、その禁書を基に1923年（大正12年）に改造社から出版した著作である。官憲により検閲され一部削除され行数のみ示して公刊された。
言論の自由、基本的人権尊重、華族制廃止、貴族院廃止と「審議院」の設置、北の言うところの「国民の天皇」への移行、農地改革、普通選挙、私有財産への一定の制限（累進課税の強化）、財閥解体、皇室財産削減、労働者の権利確保、労働争議とストライキの禁止、オーストラリアとシベリアを戦争によって獲得することなどを求めていた。
この北の主張に感化された若手将校たちによる二・二六事件により、北は、事件への直接の関与はないが、理論的指導者の内の一人とみなされ、1937年（昭和12年）に処刑された。

## 概要
1883年（明治16年）、佐渡島（行政上は新潟県佐渡郡両津湊町、現在の佐渡市両津湊）の酒造業の家の長男として生まれた北は、弟の北昤吉が早稲田大学に入学すると、その後を追うように上京、早稲田大学の聴講生となり社会主義を研究して、1906年（明治39年）、処女作『国体論及び純正社会主義』（『國體論及び純正社會主義』）を著し、また中国の問題についてはアジア主義を主張した。
しかし当時の日本の国家政策はアジア解放の理念を損なっていると認識して北は具体的な解決策を構想し、来るべき国難に対し日本政治を改革するために1919年（大正8年）に40日の断食を経て『国家改造案原理大綱』を発表した。これが1923年（大正12年）に加筆修正されて『日本改造法案大綱』に改題されたのが本書である。北は本書を書いた目的と心境について、「左翼的革命に対抗して右翼的国家主義的国家改造をやることが必要であると考へ、」と述べている。
この著作は第1章（正確には「巻一」、以下同様）の『国民ノ天皇』、第2章の『私有財産限度』、第3章の『土地処分三則』、第4章の『大資本ノ国家統一』、第5章の『労働者ノ権利』、第6章の『国民ノ生活権利』、第7章の『朝鮮其他現在及ビ将来ノ領土ノ改造方針』、第8章の『国家ノ権利』、以上の8章から構成されている。
北によれば明治維新は天皇を指揮者とする国民運動であり、これにより国民は将軍や大名への隷属状態から解放され、日本は天皇と国民が一体化した、天皇を総代表とする民主主義の国家となった。しかし財閥や藩閥、軍部、官僚制など特権階級によってこの一体性が損なわれており、この原因を取り除かなければならない。その具体的な解決策は天皇と合体した国民による、国家権力である社会意志の発動たるクーデターであり、天皇により三年間憲法を停止し両院を解散して全国に戒厳令をしく。天皇顧問院を設置して、男子普通選挙を実施し、国家改造を行うための議会と内閣を設置する。華族や貴族院を廃止する。天皇が提出した新しい憲法を発布し、男子選挙権、自由権、財産権、教育を受ける権利、労働基本権、そして人権を保証する。
次いで経済の構造改革を行う。具体的には一定の限度額（一家で300万円、現在の30億円程度）を設けて私有財産の規模を制限し、財産の規模が一定以上となれば国有化の対象とする。私有地の限度(一家で10万円)を設け、都市の土地はその発達により価値が高騰するので全て公有地とし、これらを正当な賠償を与え実行する。私業の資本金を1千万円に制限し、これも正当な賠償のもとに実行し、超過分はすべて国家経営を行う。このことで資本主義の特長と社会主義の特長を兼ね備えた経済体制へと移行することができる。この経済の改革は財政の基盤を拡張して福祉を充足させるための社会改革が推進できる。国有地になる農地は土地を持たない農業者に有償で配布する。労働者による争議・ストライキは禁止し、労使交渉については新設される労働省によって調整し、労働者の権利を保護する。会社の利益の2分の1を労働者に配当する。また労働者に対して、株主としてもしくは代表者を選んでその会社の経営に関して発言する権利を認める。農地労働者にも同様の保護を与える。
経済や社会の改革については日本本土だけでなく日本の植民地であった朝鮮、台湾にも及ぶ。朝鮮は軍事的見地から独立国家とすることはできない。ただし、日韓合併の天道に則り東洋拓殖会社などを廃しその国民としての地位は平等でなければならない。政治参加の時期に関しては地方自治の政治的経験を経てから日本人と同様の参政権を認め、日本の改革が終了してから朝鮮にも改革が実施される。将来獲得する領土（オーストラリア、シベリアなど）についても文化水準によっては民族にかかわらず市民権を保障する。そのためには人種主義を廃して諸民族の平等主義の理念を確立し、そのことで世界平和の規範となることができると論じる。帝国内の公用語としてエスペラントを採用する。
国家の権利として徴兵制は永遠に維持する。北は戦争を開始するためには自衛戦争だけでなく、二つの理由がありうるとする。それは不当に抑圧されている外国や民族を解放するための戦争であり、もう一つは人類共存を妨げるような大領土の独占に対する戦争である。中国の保全とインドの独立を支援するための開戦権をみとめ、またレーニンが実際に行ったように、国内における無産階級（労働者階級）が階級闘争を行うことが正当化されるのであれば、世界の資本家階級であるイギリスや世界の地主であるロシアに対して日本が国際的無産階級として争い、オーストラリアや極東シベリアを取得するためにイギリス、ロシアに向かって開戦するようなことは(国際間分配問題を決さなければ、日本の食料問題など社会問題が解決される事はないので)国家の権利であると北は主張する。北にロシア、南にイギリスを撃破するため、陸軍と海軍の大増強が必要だとする。
世界に与えられた可能な世界平和の実現は、いずれの国家、いずれの民族かが全ての国家の上に君臨する封建的平和だけであり、日本国民は本書にもとづいてすみやかに国家改造をおこない、日本化し、世界化したアジア思想によって東西文明の融合を行い、いずれ来るべき「各国家を統治する最高国家」の出現に際し、イギリスを撃破してトルコを復活させ、インドを独立させて、さらに中国を自立させて日本は全人類に天日の光を与えるべきというのが本書の結論である。